# Dan Burton

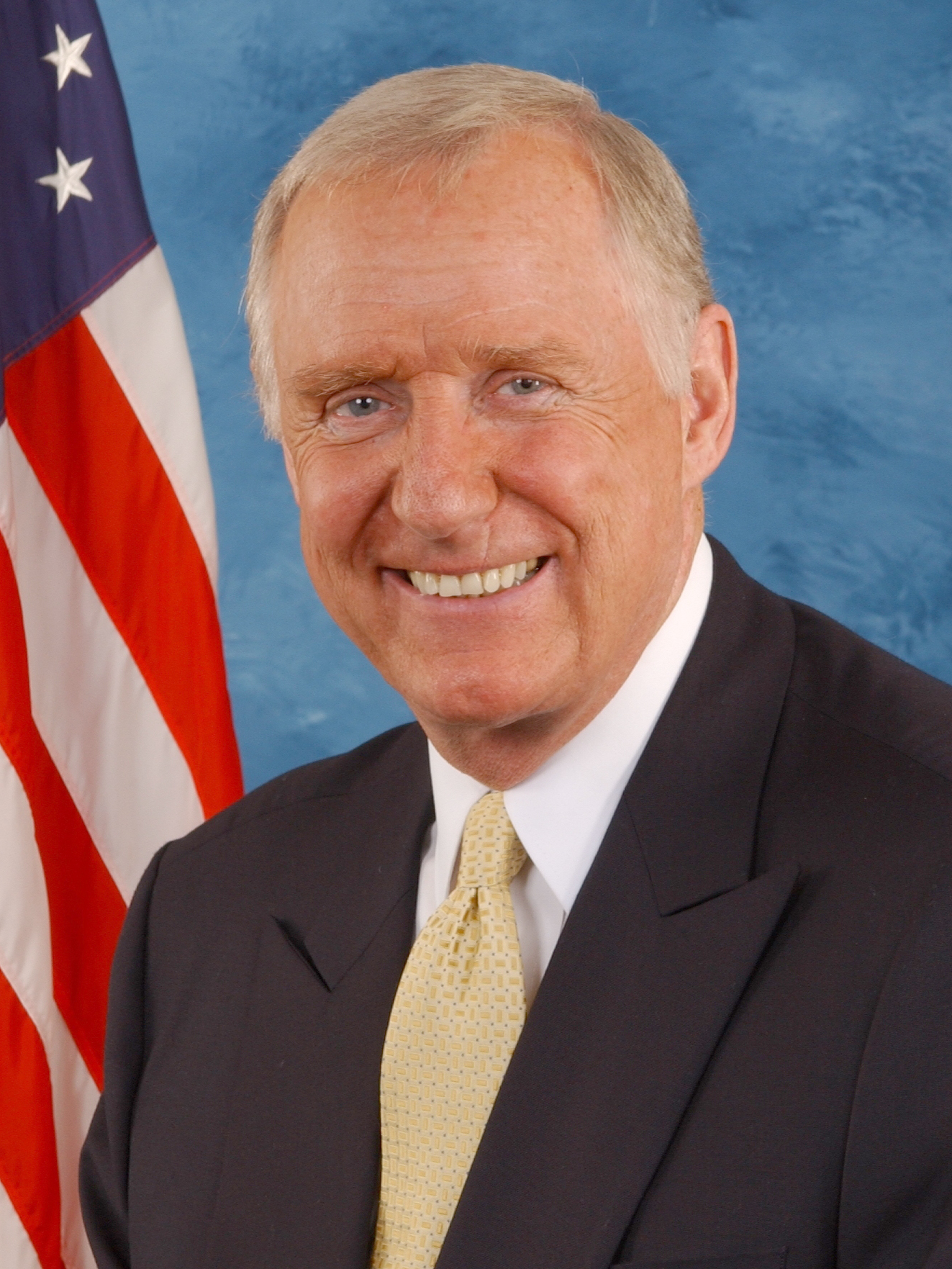
Dan Burton (2004)

Danny Lee „Dan“ Burton (* 21. Juni 1938 in Indianapolis, Indiana) ist ein US-amerikanischer Politiker. Zwischen 1983 und 2013 vertrat er den Bundesstaat Indiana im US-Repräsentantenhaus. Er war gemeinsam mit Senator Jesse Helms wesentlich an der Verabschiedung des nach beiden benannten Helms-Burton Act beteiligt.

## Werdegang
Dan Burton besuchte bis 1957 die Shortridge High School in Indianapolis und studierte danach bis 1958 an der Indiana University sowie anschließend am Cincinnati Bible College in Ohio. Zwischen 1957 und 1958 diente er aktiv in der US Army; danach gehörte er bis 1962 deren Reserve an. Anschließend arbeitete er als privater Geschäftsmann in der Immobilien- und Versicherungsbranche. Gleichzeitig begann er als Mitglied der Republikanischen Partei eine politische Laufbahn. In den Jahren 1967 und 1968 sowie nochmals zwischen 1977 und 1980 saß er als Abgeordneter im Repräsentantenhaus von Indiana. Von 1969 bis 1970 sowie nochmals von 1981 bis 1982 gehörte er dem Staatssenat an.
1970 kandidierte Burton noch erfolglos für den Kongress. Bei den Wahlen des Jahres 1982 wurde er dann aber im sechsten Wahlbezirk von Indiana in das US-Repräsentantenhaus in Washington, D.C. gewählt, wo er am 3. Januar 1987 die Nachfolge von David W. Evans antrat. Nach 14 Wiederwahlen konnte er sein Mandat im Kongress bis zum 3. Januar 2013 ausüben. Seit 2003 vertrat er als Nachfolger von Steve Buyer den fünften Distrikt seines Staates. Im Januar 2012 erklärte er, für eine erneute Wiederwahl im November desselben Jahres nicht mehr zur Verfügung zu stehen.
Burton war Mitglied im Auswärtigen Ausschuss und im Committee on Oversight and Government Reform sowie in vier Unterausschüssen.
Er erlangte Bekanntheit durch seinen Ausspruch am 29. März 1995, als er während einer Anhörung im Kongress forderte, dass die US Navy einen Flugzeugträger vor der Küste Boliviens stationieren sollte. Von diesem aus, sollten Boliviens Cocafelder bombardiert werden. Dieser Ausspruch zog öffentlichen Spott nach sich: Bolivien ist ein Binnenstaat ohne Küste, die Cocafelder Boliviens sind außerhalb der Reichweite der US-Bomber, die von Flugzeugträgern aus starten können. Der Ausspruch führte in Bolivien zu starken antiamerikanischen Reaktionen.
Er galt als konservativ und lag ganz auf der republikanischen Parteilinie. Nach dem Tod seiner ersten Frau Barbara Logan im Jahr 2002 ist er seit 2006 mit der Ärztin Samia Tawil verheiratet. Aus erster Ehe hat er drei Kinder.